# Rotala indica
Rotala indica är en fackelblomsväxtart som först beskrevs av Carl Ludwig von Willdenow, och fick sitt nu gällande namn av Emil Bernhard Koehne. Rotala indica ingår i släktet Rotala och familjen fackelblomsväxter. IUCN kategoriserar arten globalt som livskraftig. Inga underarter finns listade i Catalogue of Life.

## Bildgalleri

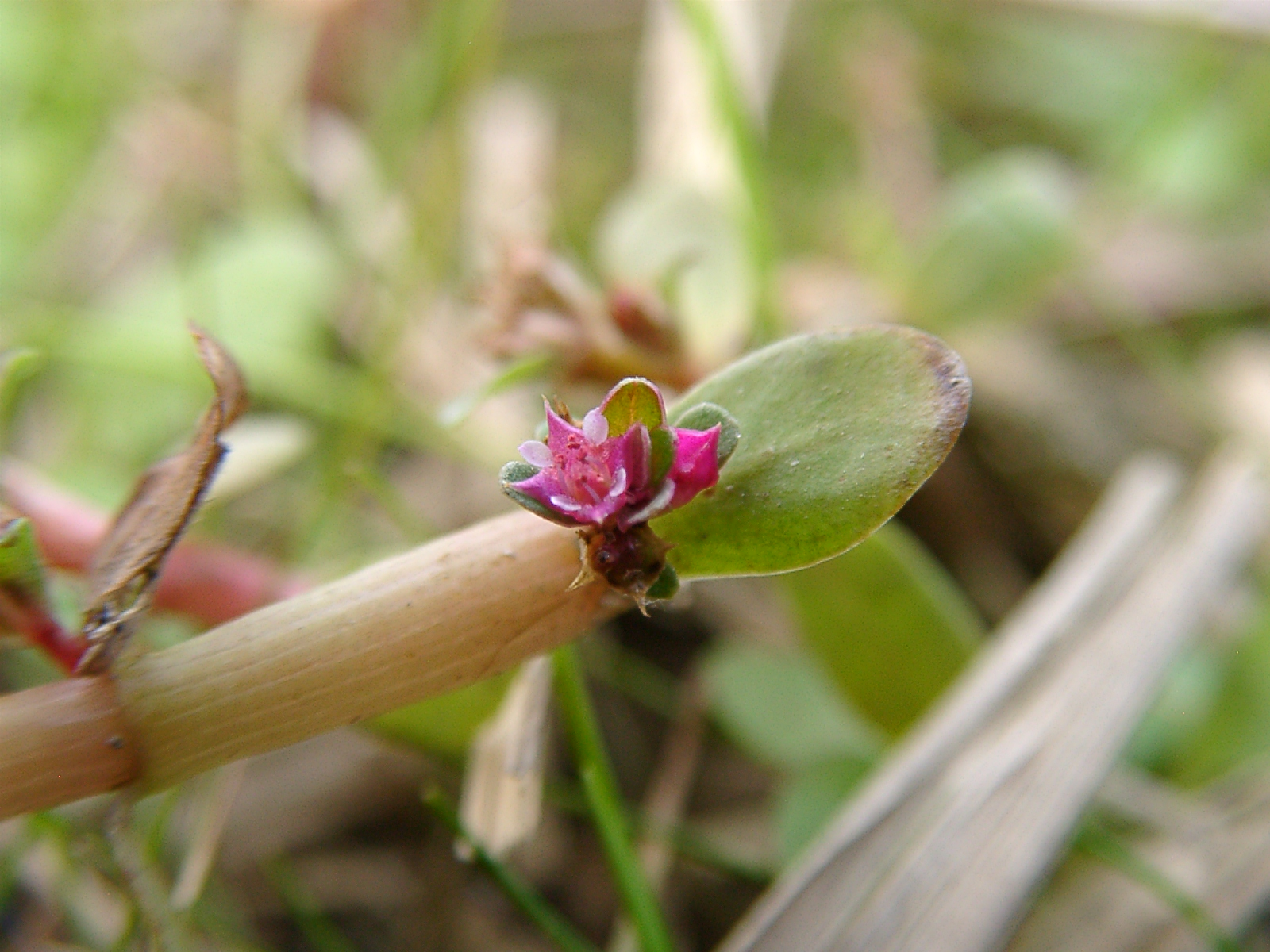